# Любовь в лугах
«Любовь в лугах» (фр. Le Bonheur est dans le pré) — французская кинокомедия 1995 года режиссёра Этьена Шатилье.
Лауреат премии «Сезар» в номинации «Лучший актёр второго плана». Номинировался на эту премию ещё в пяти категориях.

## Сюжет
Франсис Бержеад — владелец мастерских по производству аксессуаров к туалетным комнатам, только что достигший 65-летнего возраста, и его жизнь — сплошное мучение. Налоговые службы преследуют его предприятие, погрязшее в хронических долгах и забастовках работниц. Собственная жена, Николь, его ни во что не ставит, а капризная дочь вымогает средства на шикарную свадьбу. Единственная радость — отведать деликатесов в местном ресторанчике в компании с лучшим другом Жераром, и та оборачивается синокаротидным обмороком из-за стресса.
Лёжа на больничном, он и его семья смотрит телевизор. И вот, во время вечернего ток-шоу «Où es-tu?» (аналог телепередачи «Жди меня»), они видят сюжет, рассказывающий о Долорес Тивар и её взрослых дочерях — «Зиг» и «Пус». Семья Тивар живёт в противоположном конце страны, на юге, держит небольшую птицеферму, специализирующуюся на производстве фуа-гра — и ищет своего мужа и отца, Мишеля, пропавшего 26 лет назад. Когда демонстрируют фотографию Мишеля Тивара, оказывается, что он как две капли воды похож на Франсиса Бержеада.
Это обстоятельство означает для него дополнительные проблемы… или возможность начать новую жизнь?

## В ролях
- Мишель Серро — Франсис Бержеад
- Сабин Азема — Николь Бержеад
- Александра Лондон — Жеральдин Бержеад, их дочь
- Франсуа Морель[фр.] — Буйо, бухгалтер завода
- Иоланда Моро — Люсетт, работница завода
- Кармен Маура — Долорес Тивар
- Гильен Лонде — «Зиг» Тивар
- Виржини Дармон[фр.] — «Пус» Тивар
- Эдди Митчелл — Жерар, автодилер
- Эрик Кантона — Лионель
- Жоэль Кантона — Ноно

## Создатели фильма
- режиссёр — Этьена Шатилье[фр.]
- сценарист — Флоранс Квентин[фр.]
- продюсер — Шарль Гассо[fr]
- редактор — Анна Лафарж
- композитор — Паскаль Андреаккио (фр. Pascal Andreacchio)
- оператор — Филипп Вельт

## История проката

### Даты премьер
Даты приведены в соответствии с данными IMDb.
- Франция — 6 декабря 1995 года
- Германия — 9 мая 1996 года
- Испания — 1 июля 1996 года
- Италия — 20 сентября 1996 года
- Великобритания — 29 ноября 1996 года
- США — 31 января 1997 года
- Австралия — 27 марта 1997 года
- Швеция — 11 апреля 1997 года
- Аргентина — 14 августа 1997 года
- Нидерланды — 4 сентября 1997 года
- Исландия — 22 апреля 1998 года

## Награды и номинации
Список наград и номинаций приведён в соответствии с данными IMDb.

### Награды
| Год  | Событие            | Награда                    | Награждённый |
| ---- | ------------------ | -------------------------- | ------------ |
| 1996 | Кинопремия «Сезар» | Лучший актёр второго плана | Эдди Мичелл  |

### Номинации
| Год  | Событие            | Награда                                         | Номинант        |
| ---- | ------------------ | ----------------------------------------------- | --------------- |
| 1996 | Кинопремия «Сезар» | Лучший фильм                                    | Этьен Шатилье   |
| 1996 | Кинопремия «Сезар» | Лучшая женская роль                             | Сабин Азема     |
| 1996 | Кинопремия «Сезар» | Лучшая актриса второго плана                    | Кармен Маура    |
| 1996 | Кинопремия «Сезар» | Лучшая режиссура                                | Этьен Шатилье   |
| 1996 | Кинопремия «Сезар» | Лучший оригинальный или адаптированный сценарий | Флоранс Квентин |